# Kościół św. Barbary i Walentego w Siewierzu
Kościół świętych Barbary i Walentego – rzymskokatolicki kościół filialny należący do parafii św. Macieja Apostoła w Siewierzu.
Jest to świątynia wybudowana w 1618 roku dzięki staraniom i z funduszy mieszczan Siewierza dla istniejącego od 1515 roku szpitala. 
Budowla jest murowana i otynkowana zewnątrz i wymalowana na biały kolor. We wnętrzu jest umieszczony chór muzyczny podparty dwiema kolumnami. Ambona jest drewniana, w stylu barokowym z XVII wieku i ozdobiona malowidłami czterech Ewangelistów. Kropielnica przyścienna reprezentuje styl barokowy i została wykonana z kamienia. Ołtarz główny wchodzący w absydę, w stylu późnorenesansowym został wykonany w latach 1620-1640. Jest dekorowany ornamentem okuciowym ozdobionym rzeźbami świętych: Wojciecha, Stanisława, Marcina, Matki Bożej z Dzieciątkiem, dwóch świętych niewiast i dwóch aniołów. W ołtarzu jest umieszczony obraz świętego Walentego i świętej Barbary z 1639 roku. Tabernakulum powstało w tym samym czasie co ołtarz, ma wieloboczny kształt i jest ozdobione rzeźbami aniołów i Chrystusa Salwatora. Drugi ołtarz w stylu barokowym powstał na początku XVIII wieku i jest ozdobiony rzeźbami aniołów oraz obrazem Matki Bożej Anielskiej. Trzeci ołtarz w stylu barokowym posiada dekorację z XVIII wieku oraz malowane na deskach postacie świętych: Wawrzyńca i Andrzeja. W ołtarzu są umieszczone obrazy Św. Antoniego (przemalowano go w XIX wieku) oraz Matki Bożej z Dzieciątkiem z XVIII wieku umieszczony w zwieńczeniu.